# Hirtodrosophila subflavohalterata
Hirtodrosophila subflavohalterata är en tvåvingeart som först beskrevs av Burla 1956.  Hirtodrosophila subflavohalterata ingår i släktet Hirtodrosophila och familjen daggflugor. Inga underarter finns listade i Catalogue of Life.